# Кронос
Кронос (на старогръцки: Κρόνος) в древногръцката митология е титан, роден от Гея (Земя) в кръвосмешателството ѝ с Уран (Небе). Той е един от титаните. Първоначално – бог на земеделието, а по-късно, в елинистическия период се отъждествява с бога, персонификация на времето Хронос (на старогръцки: Χρόνος – време). Символизира времето, което води към смъртта и отговаря на финикийско-пуническия Баал-Карнаим. Отъждествява се със Сатурн в древноримската митология. Родил е и Хефест
Рея дала  на Кронос и всички титани с изключение на Океан нападнали баща си Уран. Тогава Кронос отрязал детеродните органи на Уран и ги хвърлил в морето. От капещата кръв се родили ериниите – Алекто, Тисифона, Мегера. След това титаните изкарали от Тартар заточените им там братя и предали властта на Кронос. Кронос отново ги оковал и заключил в Тартар. След това се оженил за сестра си Рея и тъй като Гея и Уран му предрекли, че властта ще му отнеме собственият син, той започнал да изяжда децата си. Първо глътнал Хестия, след това Деметра и Хера, а след тях и Хадес и Посейдон.
От съюза на Кронос с нимфата Филира (която после той, опасявайки се от ревността на Рея, превърнал в кобила) се родил кентавърът Хирон.

## Кронос и Зевс
Когато Рея забременяла със Зевс, заминала за остров Крит и го родила в една пещера, а на Кронос дали да глътне камък. Този камък после показвали в Делфи. Когато Кронос разбрал, че е измамен, започнал да търси Зевс по цялата земя, но куретите му попречили да го намери. Когато бебето заплачело, те започвали да вдигат шум, за да не чуе Кронос плача му.
Когато Зевс пораснал, започнал война с баща си. След десетгодишна война Кронос бил свален от Зевс и заключен в Тартар, накълцан на милиони парченца. Според други митове, Зевс по съвет на Никта напоил Кронос с мед и той заспал и го скопили. Според една версия, от семето на оскопения Кронос се родила Афродита (обикновено в този мит фигурира Уран). След титаномахията Кронос и застаналите на негова страна титани Зевс заключил в Тартар.
Като свалил от власт баща си, Зевс освободил от червата му, погълнатите по-рано негови братя и сестри, заставяйки го да повърне и възцарил мир, правейки от своите братя и сестри олимпийски богове (Хестия – богиня на домашното огнище, Хера – своя съпруга и царица, Деметра – богиня на полята и плодородието, Хадес – бог на подземното царство на мъртвите и Посейдон – бог на моретата.